# Lennox Yearwood
Lennox Yearwood (* 6. Januar 1942 in Arima) ist ein ehemaliger Mittelstreckenläufer und Sprinter aus Trinidad und Tobago.
1966 gewann er bei den Zentralamerika- und Karibikspielen Silber über 800 m. Bei den British Empire and Commonwealth Games in Kingston siegte er mit der trinidadischen 4-mal-440-Yards-Stafette und wurde Achter über 880 Yards.
Bei den Panamerikanischen Spielen 1967 in Winnipeg wurde er Siebter über 800 m.